# 千代崎町
千代崎町（ちよざきちょう）は、神奈川県横浜市中区の町名。現行行政地名は千代崎町1丁目から千代崎町4丁目（字丁目）。住居表示未実施区域。面積は0.109km²。

## 地理
横浜市中区の中部、根岸の台地と山手の台地に挟まれた千代崎川沿いの低地に位置し、西から1〜4丁目が設けられている。西から北にかけて山手町、北西の一部で諏訪町、東は北方町、南は本郷町、南東は上野町に接する。町の西側、山手町・上野町との境の道は、明治初期に千代崎町1丁目から諏訪町にかけてあったブルワリーに因み「ビアザケ通り」と呼ばれる。町の東側は見晴通りが南北に通り、見晴隧道で山手町の東部を抜けて本牧通り（市道関内本牧線）と山下本牧磯子線、新山下方面とを結んでいる。2〜4丁目の南端、本郷町との境には千代崎川が東に向かい流れていたが、昭和30年代に暗渠化され、上部は道路となった。地内は主に住宅地で、2丁目にはスーパー銭湯「本牧ゆあそび館」がある。町内に鉄道は通っておらず、本牧通りを通る路線バスが主たる交通手段となる。本牧通りには「千代崎町」のバス停があるが、所在地は本郷町となる。他に、ビアザケ通りを経由し、山手駅と港の見える丘公園、桜木町駅を結ぶ横浜市営バス、見晴通りを経由し、桜木町駅・伊勢佐木長者町駅と横浜市立みなと赤十字病院を結ぶフジエクスプレス横浜タウンバスも運行されている。

### 地価
住宅地の地価は、2024年（令和6年）1月1日の公示地価によれば、千代崎町1丁目25番39の地点で43万円/m²となっている。

## 歴史
かつての久良岐郡北方村の一部で、1873年（明治6年）に県による街並み整備により起立した。1889年（明治22年）に横浜市に編入。1927年に区制施行により中区の町名となる。1870年（明治3年）にウィリアム・コープランドにより設立されたビール工場「スプリングバレー・ブルワリー」（現：キリンビール）は、1923年に関東大震災で倒壊し、鶴見区生麦に移転するまで操業したのち、千代崎町にかかる部分は「キリン園公園」として児童公園になり、麒麟麦酒開源記念碑が建てられた。諏訪町にかかる部分は横浜市立北方小学校となった。

## 世帯数と人口
2025年（令和7年）6月30日現在（横浜市発表）の世帯数と人口は以下の通りである。
| 丁目          | 世帯数    | 人口    |
| ------------- | --------- | ------- |
| 千代崎町1丁目 | 220世帯   | 426人   |
| 千代崎町2丁目 | 354世帯   | 781人   |
| 千代崎町3丁目 | 199世帯   | 375人   |
| 千代崎町4丁目 | 425世帯   | 836人   |
| 計            | 1,198世帯 | 2,418人 |

### 人口の変遷
国勢調査による人口の推移。
| 年                 | 人口  |
| ------------------ | ----- |
| 1995年（平成7年）  | 2,378 |
| 2000年（平成12年） | 2,292 |
| 2005年（平成17年） | 2,231 |
| 2010年（平成22年） | 2,159 |
| 2015年（平成27年） | 1,919 |
| 2020年（令和2年）  | 2,322 |

### 世帯数の変遷
国勢調査による世帯数の推移。
| 年                 | 世帯数 |
| ------------------ | ------ |
| 1995年（平成7年）  | 954    |
| 2000年（平成12年） | 951    |
| 2005年（平成17年） | 963    |
| 2010年（平成22年） | 963    |
| 2015年（平成27年） | 907    |
| 2020年（令和2年）  | 1,111  |

## 学区
市立小・中学校に通う場合、学区は以下の通りとなる（2024年11月時点）。
| 丁目          | 番・番地等 | 小学校             | 中学校               |
| ------------- | ---------- | ------------------ | -------------------- |
| 千代崎町1丁目 | 全域       | 横浜市立北方小学校 | 横浜市立仲尾台中学校 |
| 千代崎町2丁目 | 全域       | 横浜市立北方小学校 | 横浜市立仲尾台中学校 |
| 千代崎町3丁目 | 全域       | 横浜市立北方小学校 | 横浜市立仲尾台中学校 |
| 千代崎町4丁目 | 全域       | 横浜市立北方小学校 | 横浜市立仲尾台中学校 |

## 事業所
2021年現在の経済センサス調査による事業所数と従業員数は以下の通りである。
| 丁目                 | 事業所数 | 従業員数 |
| -------------------- | -------- | -------- |
| 千代崎町1丁目        | 19事業所 | 106人    |
| 千代崎町2丁目        | 10事業所 | 40人     |
| 千代崎町3丁目・4丁目 | 12事業所 | 70人     |
| 計                   | 41事業所 | 216人    |

### 事業者数の変遷
経済センサスによる事業所数の推移。
| 年                 | 事業者数 |
| ------------------ | -------- |
| 2016年（平成28年） | 42       |
| 2021年（令和3年）  | 41       |

### 従業員数の変遷
経済センサスによる従業員数の推移。
| 年                 | 従業員数 |
| ------------------ | -------- |
| 2016年（平成28年） | 172      |
| 2021年（令和3年）  | 216      |

## その他

### 日本郵便
- 郵便番号：231-0864[3]（集配局：横浜港郵便局[18]）

### 警察
町内の警察の管轄区域は以下の通りである。
| 丁目          | 番・番地等 | 警察署     | 交番・駐在所           |
| ------------- | ---------- | ---------- | ---------------------- |
| 千代崎町1丁目 | 全域       | 山手警察署 | 港の見える丘公園前交番 |
| 千代崎町2丁目 | 全域       | 山手警察署 | 港の見える丘公園前交番 |
| 千代崎町3丁目 | 全域       | 山手警察署 | 港の見える丘公園前交番 |
| 千代崎町4丁目 | 全域       | 山手警察署 | 見晴通交番             |